# Nati nel 1937/Novembre
| Questa pagina contiene informazioni ricavate automaticamente dalle voci biografiche con l'ausilio del template Bio e di un bot. L'aggiornamento è periodico e automatico e ricostruisce completamente la pagina. Se manca una persona in questa lista, sei pregato di non aggiungerla, ma accertati piuttosto che la sua voce biografica contenga il template Bio e che i dati anagrafici siano correttamente compilati. Se il template Bio manca, inseriscilo tu stesso o, in alternativa, metti l'avviso {{tmp\|Bio}} che ne segnala la mancanza. Se i dati riportati sono sbagliati, correggi direttamente la voce biografica; le modifiche saranno visibili in questa lista entro pochi giorni. Per chiarimenti vedi il progetto biografie. La lista contiene solo le 195 persone che sono citate nell'enciclopedia e per le quali è stato implementato correttamente il template Bio. Pagina aggiornata al 18 lug 2025. |

- 1º novembre - Bill Anderson, cantante statunitense
- 1º novembre - Roman Dobrzyński, giornalista e esperantista polacco
- 1º novembre - Witta Pohl, attrice tedesca († 2011)
- 1º novembre - Steven Hilliard Stern, regista televisivo, regista cinematografico e produttore cinematografico canadese († 2018)
- 1º novembre - Ottó Török, ex pentatleta ungherese
- 1º novembre - Tom Waddell, multiplista, dirigente sportivo e attivista statunitense († 1987)
- 2 novembre - Cip Barcellini, attore e direttore del doppiaggio italiano
- 2 novembre - Aloys Jousten, vescovo cattolico belga († 2021)
- 2 novembre - Paolo Mentani, ex calciatore italiano
- 3 novembre - Andrea Carandini, archeologo e saggista italiano
- 3 novembre - Alekos Kontovounīsios, cestista e allenatore di pallacanestro greco († 2025)
- 3 novembre - Vittorio Taddia, ex calciatore italiano
- 3 novembre - Lynn Woolsey, politica statunitense
- 4 novembre - Lorenzo Alocén, cestista spagnolo († 2022)
- 4 novembre - Vittorino Mantovani, ex calciatore italiano
- 4 novembre - Antonio Pellegrino, politico e medico italiano († 2011)
- 4 novembre - Loretta Swit, attrice statunitense († 2025)
- 4 novembre - Romano Voltolina, calciatore italiano († 2023)
- 4 novembre - Fabrizio Zampa, giornalista, critico musicale e fotografo italiano († 2023)
- 5 novembre - György Csete, architetto ungherese († 2016)
- 5 novembre - Giorgio Tornati, politico italiano
- 5 novembre - Ted Wong, artista marziale statunitense († 2010)
- 5 novembre - Harris Yulin, attore statunitense († 2025)
- 6 novembre - Vadim Viktorovič Bakatin, politico sovietico († 2022)
- 6 novembre - Vladimir Durković, calciatore jugoslavo († 1972)
- 6 novembre - Bruno Étienne, sociologo, politologo e islamista francese († 2009)
- 6 novembre - Gianni La Commare, cantante italiano († 2018)
- 6 novembre - Carlo Liberati, arcivescovo cattolico italiano
- 6 novembre - Giorgio Mille, regista cinematografico italiano († 1999)
- 6 novembre - Alberto Presutti, politico, medico e chirurgo italiano († 2013)
- 6 novembre - Ettore Recagni, allenatore di calcio e calciatore italiano († 2020)
- 6 novembre - Ramsewak Shankar, politico surinamese
- 7 novembre - Alberto Maria Careggio, vescovo cattolico italiano
- 7 novembre - Gianni Cerioni, politico italiano († 2015)
- 7 novembre - Pranab Kumar Sen, statistico indiano († 2023)
- 7 novembre - Georges Tresallet, ex slittinista francese
- 7 novembre - Riccardo Triglia, politico italiano († 2016)
- 7 novembre - Wayne Yates, cestista e allenatore di pallacanestro statunitense († 2022)
- 8 novembre - Peter Brabrook, calciatore inglese († 2016)
- 8 novembre - Roberto Fernando Frojuello, calciatore brasiliano († 2021)
- 8 novembre - Jozef Jankovič, scultore e pittore slovacco († 2017)
- 8 novembre - Randor Guy, saggista, giornalista e avvocato indiano († 2023)
- 8 novembre - Dragoslav Šekularac, calciatore e allenatore di calcio jugoslavo († 2019)
- 8 novembre - Nilo Zandanel, saltatore con gli sci e combinatista nordico italiano († 2015)
- 9 novembre - Augusto Basile, karateka italiano
- 9 novembre - Eddie Blay, pugile ghanese († 2006)
- 9 novembre - Gianni Brezza, ballerino, coreografo e regista italiano († 2011)
- 9 novembre - Gisèle Charbit, modella francese († 2021)
- 9 novembre - Maria Grazia Grassini, attrice italiana († 2019)
- 9 novembre - Giusto Lodi, calciatore e allenatore di calcio italiano († 1994)
- 9 novembre - Roger McGough, poeta e drammaturgo britannico
- 9 novembre - Luigi Sardei, calciatore italiano († 2014)
- 10 novembre - Richard Bradford, attore statunitense († 2016)
- 10 novembre - Albert Hall, attore statunitense
- 10 novembre - Carlo Lievore, giavellottista e allenatore di atletica leggera italiano († 2002)
- 10 novembre - Zdeněk Zikán, calciatore cecoslovacco († 2013)
- 11 novembre - Felice Barbetta, ex calciatore italiano
- 11 novembre - Vittorio Brambilla, pilota motociclistico e pilota automobilistico italiano († 2001)
- 11 novembre - Paolo Bregni, scenografo e costumista italiano
- 11 novembre - André Brugiroux, scrittore francese
- 11 novembre - Francis Gorman, ex tuffatore statunitense
- 11 novembre - Helga Henning, velocista tedesca († 2018)
- 11 novembre - Rudy LaRusso, cestista statunitense († 2004)
- 11 novembre - Alan Oppenheim, docente statunitense
- 11 novembre - Michael Sata, politico zambiano († 2014)
- 11 novembre - Marlene Schmidt, modella e attrice tedesca
- 11 novembre - Jurij Šabanov, scacchista russo († 2010)
- 12 novembre - Ina Balin, attrice statunitense († 1990)
- 12 novembre - Pino Colizzi, attore, doppiatore e direttore del doppiaggio italiano
- 12 novembre - Elda Ferri, produttrice cinematografica italiana
- 12 novembre - Mills Lane, personaggio televisivo, arbitro di pugilato e giurista statunitense († 2022)
- 12 novembre - Richard Truly, astronauta statunitense († 2024)
- 12 novembre - Gene Wiley, ex cestista statunitense
- 13 novembre - Adam Holender, direttore della fotografia e regista polacco
- 13 novembre - Tomás Iwasaki, calciatore peruviano († 2020)
- 13 novembre - Stanisław Oślizło, allenatore di calcio e ex calciatore polacco
- 13 novembre - Ugo Pagliai, attore e doppiatore italiano
- 13 novembre - Lazar Radović, ex calciatore jugoslavo
- 14 novembre - Vittorio Adorni, ciclista su strada, dirigente sportivo e conduttore televisivo italiano († 2022)
- 14 novembre - Bobby Astyr, attore pornografico e musicista statunitense († 2002)
- 14 novembre - Mario Caccavale, giornalista e scrittore italiano
- 14 novembre - Stelio De Carolis, politico italiano († 2017)
- 14 novembre - Carlo Federico Grosso, avvocato e giurista italiano († 2019)
- 14 novembre - Olusegun Obasanjo, generale e politico nigeriano
- 15 novembre - Carl Bertelsen, calciatore danese († 2019)
- 15 novembre - Franco De Felice, storico italiano († 1997)
- 15 novembre - Gabriele Ferro, direttore d'orchestra italiano
- 15 novembre - Little Willie John, cantante e compositore statunitense († 1968)
- 15 novembre - Joseph Paletta, ex schermidore statunitense
- 15 novembre - Jean Sobieski, attore e pittore francese
- 15 novembre - Ron Yeats, calciatore e allenatore di calcio scozzese († 2024)
- 16 novembre - Jörg Bruder, velista e insegnante brasiliano († 1973)
- 16 novembre - Denis Chicoine, presbitero statunitense († 1995)
- 16 novembre - Viktor Jakušev, hockeista su ghiaccio sovietico († 2001)
- 16 novembre - Antonia Locatelli, religiosa italiana († 1992)
- 16 novembre - Valerij Michajlovksij, regista sovietico
- 16 novembre - Sergio Pintor, vescovo cattolico italiano († 2020)
- 16 novembre - Cesare Scurati, pedagogista italiano († 2011)
- 16 novembre - Lothar Späth, politico tedesco († 2016)
- 17 novembre - Peter Cook, attore e comico britannico († 1995)
- 17 novembre - Giancarlo Gandolfo, economista italiano
- 17 novembre - Ravinder N. Maini, medico indiano
- 17 novembre - Domenico Potenza, politico italiano († 2013)
- 17 novembre - Helga Schneider, scrittrice tedesca
- 17 novembre - Al'bert Val'tin, cestista sovietico († 2015)
- 18 novembre - Attilio Belli, urbanista italiano
- 18 novembre - Vincenzo De Dura, ex calciatore italiano
- 18 novembre - Gyula Dobay, nuotatore ungherese († 2007)
- 18 novembre - Adolfo Lastretti, attore e doppiatore italiano († 2018)
- 18 novembre - Giuseppe Liccardi, militare italiano († 1999)
- 18 novembre - Vincenzo Perrone, politico italiano († 2024)
- 18 novembre - Silverio Pisu, cantautore, attore e scrittore italiano († 2004)
- 18 novembre - Rui Resende, attore brasiliano
- 18 novembre - Totò Savio, compositore, arrangiatore e paroliere italiano († 2004)
- 18 novembre - Doug Smith, dirigente sportivo e calciatore scozzese († 2012)
- 19 novembre - Haydée Tamara Bunke Bider, rivoluzionaria e guerrigliera argentina († 1967)
- 19 novembre - Luís Carlos Nunes da Silva, allenatore di calcio e calciatore brasiliano († 2015)
- 19 novembre - Michele Francesio, compositore italiano († 2011)
- 19 novembre - John Hagart, allenatore di calcio e calciatore scozzese († 2010)
- 19 novembre - Ivana Bernini Lavezzo, politica italiana († 2017)
- 19 novembre - Vincenzo Tomassi, montatore italiano († 1993)
- 19 novembre - Simonetta Tosi, biologa e medico italiana († 1984)
- 19 novembre - Maria Luisa Uggetti, fumettista italiana († 2024)
- 20 novembre - John Berger, fondista svedese († 2002)
- 20 novembre - Pedro Casado, calciatore spagnolo († 2021)
- 20 novembre - Rhys Llywelyn Isaac, storico sudafricano († 2010)
- 20 novembre - René Kollo, tenore tedesco
- 20 novembre - Eero Mäntyranta, fondista finlandese († 2013)
- 20 novembre - Bruno Mealli, ciclista su strada italiano († 2023)
- 20 novembre - Viktorija Tokareva, scrittrice russa
- 21 novembre - Erminio Bagnasco, scrittore, giornalista e militare italiano († 2022)
- 21 novembre - Tina Howe, drammaturga, traduttrice e sceneggiatrice statunitense († 2023)
- 21 novembre - Ferenc Kósa, regista e sceneggiatore ungherese († 2018)
- 21 novembre - Federico Palomba, politico e magistrato italiano
- 21 novembre - Ingrid Pitt, attrice polacca († 2010)
- 21 novembre - Svetlana Kana Radević, architetta jugoslava († 2000)
- 21 novembre - Marlo Thomas, attrice e comica statunitense
- 21 novembre - Gus Trikonis, attore, regista e ballerino statunitense
- 22 novembre - Leon Hirszman, regista, sceneggiatore e produttore cinematografico brasiliano († 1987)
- 22 novembre - Brian Hughes, calciatore e allenatore di calcio gallese († 2018)
- 22 novembre - Nikolaj Girševič Kapustin, pianista e compositore sovietico († 2020)
- 22 novembre - Hans-Dieter Pophal, tuffatore tedesco
- 22 novembre - Marino Quaresimin, politico e sindacalista italiano († 2020)
- 22 novembre - Giuseppe Verucchi, arcivescovo cattolico italiano († 2025)
- 23 novembre - Richie Adubato, allenatore di pallacanestro statunitense
- 23 novembre - Jim Furnell, ex calciatore inglese
- 23 novembre - Peter Lakota, ex sciatore alpino sloveno
- 23 novembre - Karl Mildenberger, pugile tedesco († 2018)
- 23 novembre - Karol Modzelewski, storico, attivista e politico polacco († 2019)
- 24 novembre - Jean-Pierre Adam, archeologo e architetto francese
- 24 novembre - Mario Amato, magistrato italiano († 1980)
- 24 novembre - Ricardo Alexander Clark, ex calciatore guatemalteco
- 24 novembre - Giuseppe D'Ascenzo, chimico italiano († 2024)
- 24 novembre - Giuseppe Gjergja, ex cestista e allenatore di pallacanestro jugoslavo
- 24 novembre - Diana Nikančikova, ex schermitrice sovietica
- 24 novembre - Otto Pfister, allenatore di calcio e ex calciatore tedesco
- 24 novembre - Ermis Segatti, presbitero, teologo e storico delle religioni italiano
- 25 novembre - Ken Hancock, calciatore inglese († 2025)
- 25 novembre - Jack Lovejoy, scrittore di fantascienza statunitense († 2014)
- 25 novembre - Chuck Peddle, ingegnere statunitense († 2019)
- 25 novembre - Alberto Sbacchi, storico italiano († 2006)
- 25 novembre - Ole Sørensen, calciatore danese († 2015)
- 25 novembre - Sergio Trabattoni, politico italiano
- 25 novembre - Luciano Zannoni, astronomo italiano († 2005)
- 26 novembre - Boris Borisovič Egorov, cosmonauta e medico sovietico († 1994)
- 26 novembre - Léo Lacroix, ex sciatore alpino francese
- 26 novembre - Gianfranco Masini, direttore d'orchestra italiano († 1993)
- 27 novembre - Denis Brunazzi, ex calciatore italiano
- 27 novembre - Héctor Facundo, calciatore argentino († 2009)
- 27 novembre - Giovanni Piazza, musicista e insegnante italiano († 2022)
- 27 novembre - Carlo Santachiara, fumettista e scultore italiano († 2000)
- 28 novembre - Oleg Kopaev, allenatore di calcio e calciatore sovietico († 2010)
- 28 novembre - Uğur Köken, ex calciatore turco
- 28 novembre - Ursula Küper, ex nuotatrice tedesca orientale
- 28 novembre - Bob Mark, tennista australiano († 2006)
- 28 novembre - Hideo Ninomiya, ex nuotatore giapponese
- 28 novembre - Wilbur Ross, politico e imprenditore statunitense
- 29 novembre - Francesco De Piccoli, ex pugile e attore italiano
- 29 novembre - Sergio De Simone, italiano († 1945)
- 29 novembre - Don Goldstein, cestista statunitense († 2022)
- 29 novembre - Branko Martinović, lottatore jugoslavo († 2015)
- 29 novembre - Alfredo Napoleoni, ex calciatore italiano
- 29 novembre - Giuseppe Lelio Petronio, politico italiano († 2017)
- 29 novembre - Tom Trana, pilota automobilistico svedese († 1991)
- 30 novembre - Ėduard Nikolaevič Artem'ev, compositore russo († 2022)
- 30 novembre - Sachiko Chijimatsu, attrice e doppiatrice giapponese
- 30 novembre - Sean Dunphy, cantante irlandese († 2011)
- 30 novembre - Frank Ifield, cantante australiano († 2024)
- 30 novembre - Luther Ingram, cantautore statunitense († 2007)
- 30 novembre - Miúcha, cantante e compositrice brasiliana († 2018)
- 30 novembre - Andrea Nesti, calciatore italiano († 2017)
- 30 novembre - Ridley Scott, regista, produttore cinematografico e produttore televisivo britannico
- 30 novembre - Tom Simpson, ciclista su strada e pistard britannico († 1967)
- 30 novembre - Mike Smith, allenatore di calcio inglese († 2021)
- 30 novembre - Jesús del Muro, calciatore e allenatore di calcio messicano († 2022)